# خوسيه فابيو
خوسيه فابيو (بالإسبانية: José Fabio) (31 ديسمبر 1977 باوبيرا في الأرجنتين - ) هو لاعب كرة سلة باراغواياني في مركز هجوم صغير الجسم. لعب مع نادي اوبيرا تنيس (كرة السلة).

## وصلات خارجية
- خوسيه فابيو على موقع الاتحاد الدولي لكرة السلة (الإنجليزية)
- خوسيه فابيو على موقع كرة السلة الأوروبية.كوم (الإنجليزية)
- خوسيه فابيو على موقع ريلجم (الإنجليزية)